# Iglesia de Cristo Rey (Tomé)
La Iglesia de Cristo Rey es un templo parroquial de culto católico ubicado en el barrio Bellavista de la comuna chilena de Tomé, en la zona costera de la Región del Biobío. 

## Historia
La historia de la iglesia se encuentra vinculada directamente con la fábrica textil Bellavista Oveja Tomé, formando parte del complejo industrial fundado por el político y empresario chileno-alemán Carlos Werner Richter, quien financió la totalidad de su construcción en memoria de su hija, Edith Frida Dorotea Werner Schönberg, quien falleció tempranamente a los 20 años de edad. Asimismo, se convertía en una necesidad para los trabajadores de la fábrica y fieles católicos del sector la edificación de una iglesia donde congregarse, puesto que tenían que recorrer una distancia considerable para acudir a la iglesia católica más próxima, ubicada en el centro de Tomé.
Las obras se iniciaron en septiembre de 1921 y luego de dos años fue inaugurada como capilla por el obispo de Concepción, Gilberto Fuenzalida Guzmán el 12 de septiembre de 1923, siendo vicario el presbítero José Modesto Letelier, el cual realizó la primera bendición al templo y nombró al primer capellán, el padre de origen alemán, Guillermo Jünemann Beckschäfer, quien fue el primer traductor de la primera Biblia traducida completamente en América Latina. El 19 de octubre de 1952 fue elevada a parroquia, siendo nombrado como primer párroco al padre Alfonso Sayeh Mariángel, cargo que ejerció hasta 1958.

## Arquitectura
De estilo neorrománico neobizantino, pese a que a lo largo de la historia ha resistido los embates de cuatro grandes terremotos (1939, 1960, 1985 y 2010), la iglesia no ha sufrido grandes daños estructurales ni derrumbes significativos, sino que daños menores en su pórtico, campanario y otros daños menores en su interior y exterior, lo que ha producido modificaciones estéticas y otras estructurales en la parte externa: tanto la pequeña cúpula del pórtico como la de la torre del campanario fueron rediseñadas. En el antejardín fueron plantadas dos palmeras que han crecido con el paso de los años, cubriendo la fachada del templo visto desde el exterior.